# Zdenac s kipom sv. Ivana Nepomuka
Zdenac s kipom sv. Ivana Nepomuka smješten je u centru Vinice, na Trgu Matije Gupca, na kojem se u povijesti trgovišta Vinice sudilo i trgovalo. Nad zdencem se nalazi barokni postament kvadratnog presjeka, na kojem se nalaze medaljoni. Na ovom postamentu nalazi se drugi, koji ima izvučene ugaone volute, a nad njima je trbušasta forma s rokaj dekoracijama. Na tom drugom postamentu smješten je kip sv. Ivana Nepomuka. Svetac stoji u tipično baroknoj pozi, oslonjen na lijevu nogu, dok mu je desna lagano savijena. Glava mu je nagnuta u desnu stranu, a izraz lica pun je patosa. U rukama drži svoje atribute. Kip bi se po formi moglo datirati u drugu polovicu 18. st.

## Zaštita
Pod oznakom Z-1935 zavedeno je kao nepokretno kulturno dobro - pojedinačno, pravna statusa zaštićena kulturnog dobra, klasificirano kao "javna plastika".